# Tommaso Claps
Tommaso Claps (Avigliano, 13 luglio 1871 – Avigliano, 6 agosto 1945) è stato un giurista, poeta e storico italiano.

## Biografia

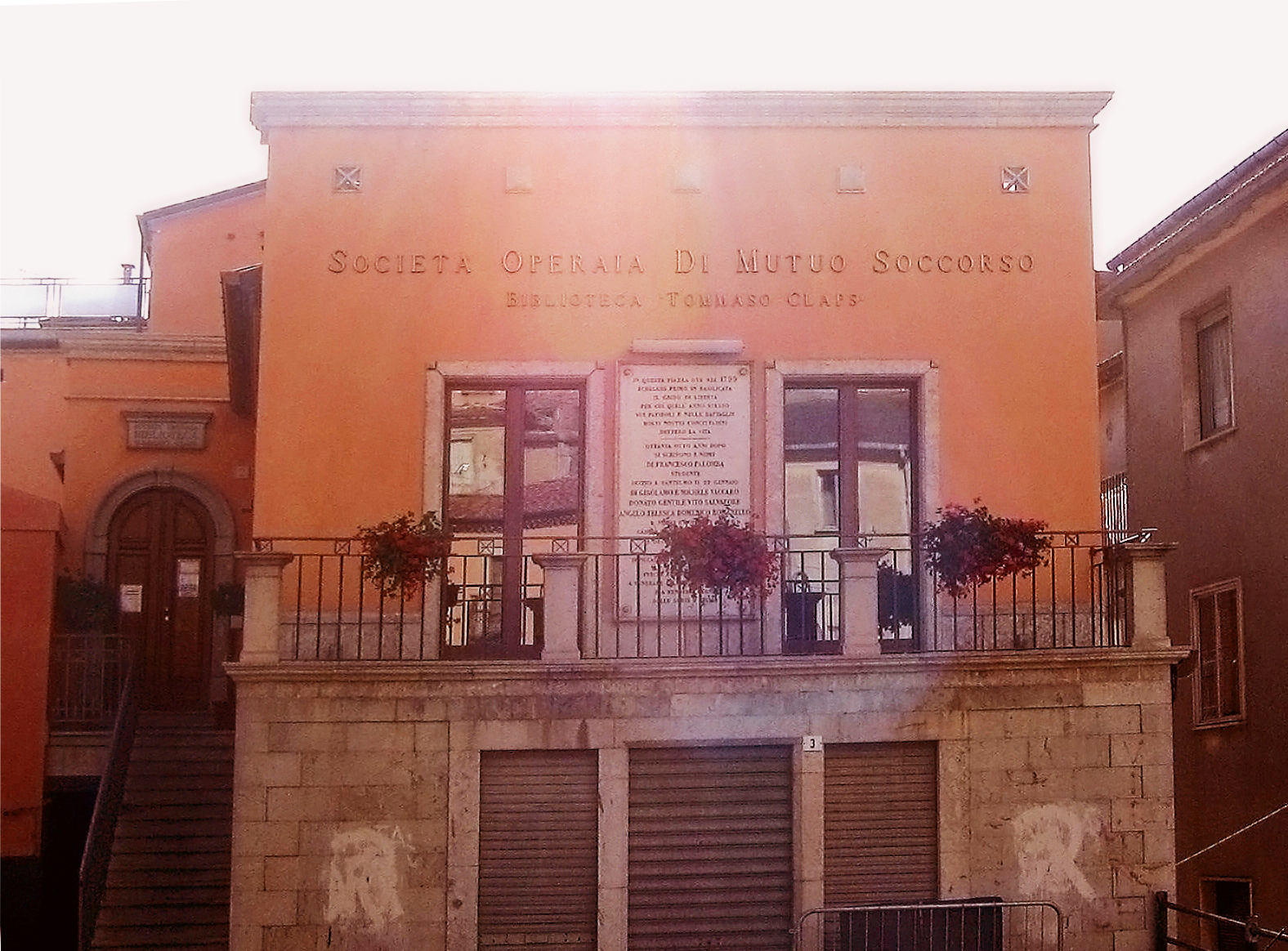
La biblioteca di Avigliano, dedicata a Tommaso Claps

Tommaso Andrea Beniamino Claps nacque ad Avigliano il 13 luglio 1871, figlio di Timoteo Remigio Claps e Angela Maria Masi, deceduta pochi giorni dopo il parto. 
Determinante nella sua educazione fu lo zio don Andrea Claps, che Tommaso successivamente associò ai suoi maestri Emanuele Gianturco e Nicola Coviello. Prediligeva gli studi umanistici e nel 1895 conseguì la laurea in legge. Nel 1896 pubblicò l'opera Studi e considerazioni sulla natura giuridica del pegno, dedicandola allo zio. 
Insegnò diritto civile presso l'Università di Camerino, cattedra che abbandonò per tornare a Potenza dove fece carriera come magistrato, fino ad essere nominato primo presidente di Cassazione.
Pubblicò altri scritti, non solo di carattere giuridico ma anche letterario, come per esempio alcuni studi su Orazio. 
Alla fine della seconda guerra mondiale, dopo i bombardamenti degli Alleati sulla città di Potenza, Claps tornò nella dimora aviglianese. Nonostante le ristrettezze e i disagi derivanti dalla guerra fu un alto esempio di integrità morale per tutti suoi concittadini.
Morì il 6 agosto 1945 ad Avigliano. 
Tommaso Claps, sensibile alla terra natia, ad essa dedicò sempre il proprio interessamento occupandosi della cultura e della storia del suo paese. A Tommaso Claps è dedicata la biblioteca della Società operaia di Mutuo Soccorso di Avigliano, ricca soprattutto di testi giuridici e la scuola di Lagopesole.

## Opere
- A piè del Carmine
- Vita nuova
- Avigliano e i suoi antichi statuti comunali
- Il castello di Lagopesole
- Novelle inedite, carteggio e scritti vari
- Studi giuridici